# Joseph Cayet
Pour les articles homonymes, voir Cayet.
Joseph Cayet (1907-1987) est un photographe belge originaire de Molenbeek-Saint-Jean.

## Portraitiste du monde des lettres et des arts
Il ouvre un premier studio dans la galerie de la Reine en 1936 où il sera actif jusqu'en 1979. Il réalise des portraits d'artistes, d'intellectuels et de personnalités de l'époque. Son studio du numéro 3 de la rue de la Madeleine à Bruxelles, sera célèbre dans le monde des lettres et des arts. Il travailla dans le milieu théâtral des années 1950 et 1960, au Théâtre Molière, au Théâtre de Poche ainsi qu'aux Théâtre royal des Galeries. Les Archives et Musée de la littérature ont acquis le fonds de photographies Cayet à la fin des années 1980. Une exposition de ces portraits eut lieu au Palais des Beaux-Arts en 1989.
Il signe « Cayet » 